# Slavkovice (Vyžice)

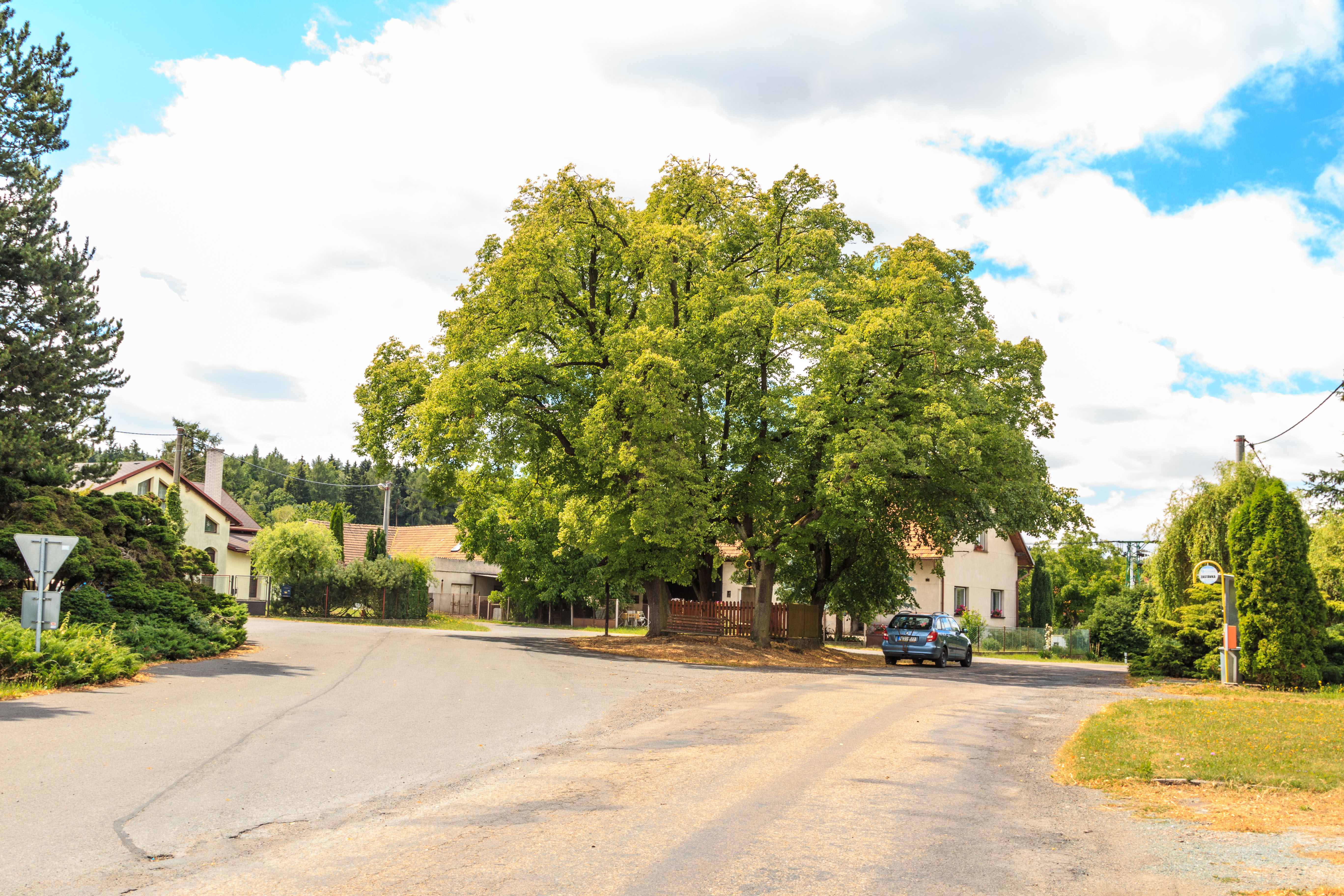
Dorfplatz

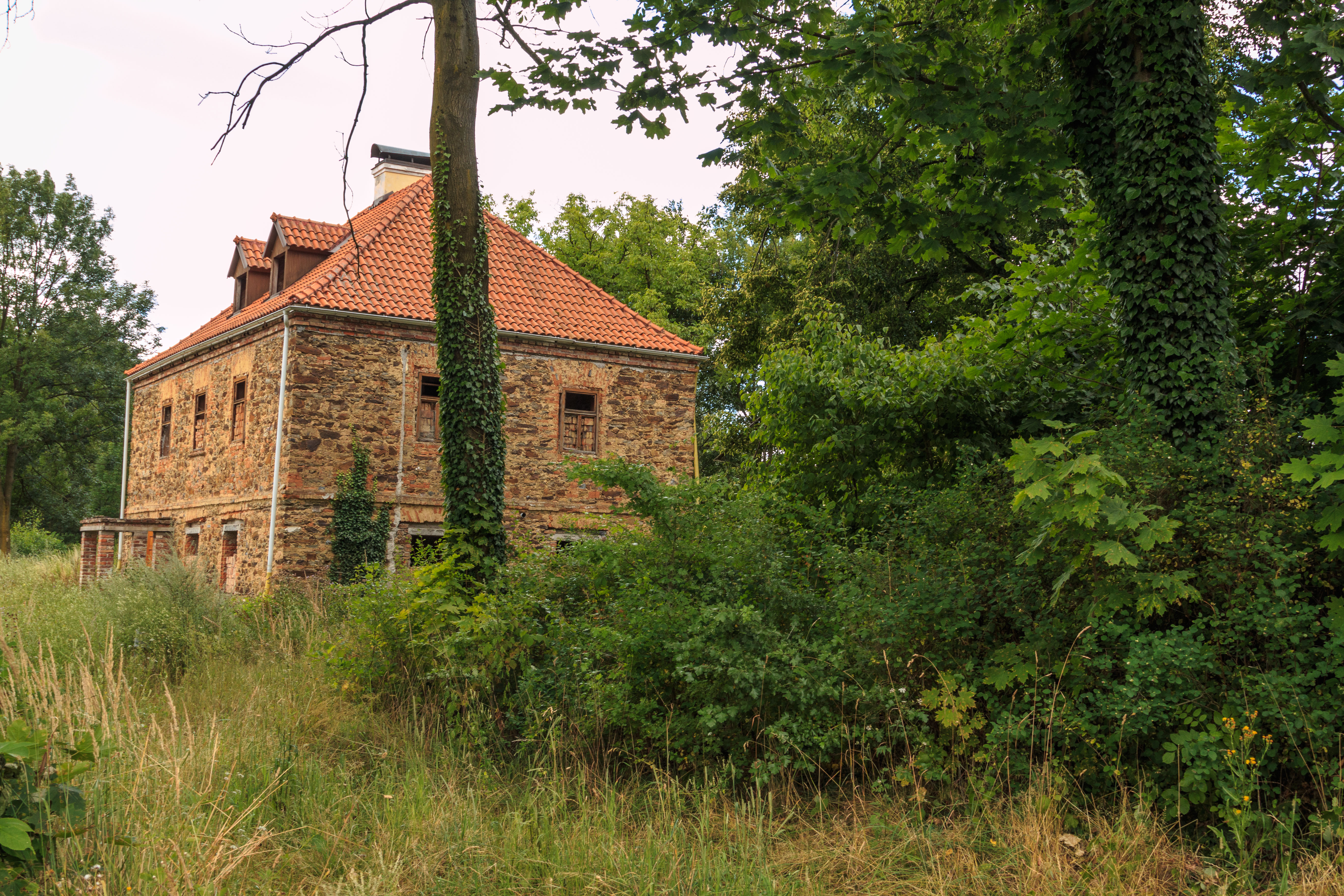
Haus Nr. 53

Slavkovice (deutsch Slaukowitz) ist ein Ortsteil der Gemeinde Vyžice in Tschechien. Er liegt sechs Kilometer südwestlich von Heřmanův Městec und gehört zum Okres Chrudim.

## Geographie
Slavkovice befindet sich auf einer Anhöhe zwischen den Bächen Struha und Slavkovický potok im Eisengebirge (Železné hory). Am nördlichen und östlichen Ortsausgang liegen mehrere kleinere Teiche. Südwestlich erheben sich der Honzíkův vrch (508 m n.m.) und die Skála (490 m n.m.).
Nachbarorte sind Licomělice und Habřiny im Norden, Načešice und Vlastějov im Nordosten, Vyžice und Na Obíckách im Osten, Tasovice und Sušice im Südosten, Míčov im Süden, Jetonice, Bousov und Tuchov im Südwesten, Licoměřice im Westen, Bílý Kámen, Březinka und Hošťalovice im Nordwesten.

## Geschichte
Slavkovice wurde in einem Waldgebiet als Rundangerdorf angelegt. Die erste urkundliche Erwähnung von Slavkovice erfolgte 1229 in einer Besitzbestätigungsurkunde König Wenzels I. für das Kloster Opatowitz, dem Kojata IV. von Hrabischitz das Dorf noch zu Lebzeiten geschenkt hatte. Westlich des Dorfes führte ein Handelsweg aus dem Czaslauer Becken über den Vicemilicer Pass ins Gebirge und weiter zum nahegelegenen Strenitzer Landessteig; zum Schutz dieses Weges entstand im 14. Jahrhundert die Feste Stoupec. Ab 1382 gehörte das Dorf zu den Gütern der Ritter von Mrdice, im 15. Jahrhundert wurde Slavkovice der Lichtenburg untertänig. Im 16. Jahrhundert waren die Herren Trčka von Lípa Besitzer der Lichtenburger Güter. 1572 bestand das Dorf aus sieben Bauernhöfen. 1577 wurde Slavkovice dem Gut Stolany zugeordnet. 1608 verkaufte Kaiser Rudolf II. das Gut Stolany an Ladislaus Berka von Dubá, der es mit dem Gut Heřmanův Městec vereinte. Während des Dreißigjährigen Krieges erlebte Slavkovice einen Niedergang. Nach dem Tod des kinderlosen Johann Dietrich Berka von Dubá fiel die Herrschaft Heřmanův Městec mit dem Gut Stolany 1636 dessen Schwester Anna Maria Josephine von Khysl zu. Sie setzte in der Herrschaft mit harter Hand die Rekatholisierung durch; die protestantischen Bewohner des Dorfes verließen Böhmen als Exulanten. Infolgedessen war Slavkovice zur Mitte des 17. Jahrhunderts verlassen, ebenso das im Wald zwischen Slavkovice, Vyžice und Sušice gelegene Dörfchen Hody. Die wüsten Bauernwirtschaften fielen der Grundherrschaft zu.
1661 verkaufte Anna von Khysl die Herrschaft Heřmanův Městec an Johann von Sporck. Wahrscheinlich zu Beginn des 18. Jahrhunderts ließen die Grafen Sporck in dem wüsten Dorf an der Nordseite des Angers einen Herrenhof anlegen. Im Laufe des 18. Jahrhunderts wurde Slavkovice wiederbesiedelt. 1789 standen in Slavkovice sieben Häuser. Nach dem Tod des Johann Wenzel von Sporck wurde die Herrschaft 1798 an Philipp Anton von Greiffenclau verkauft, ab 1828 gehörte sie den Fürsten Kinsky. 1820 standen 13 Häuser in Slavkovice, das Dorf hatte 90 Einwohner.
Im Jahre 1833 bestand das im Chrudimer Kreis gelegene Dorf Slaukowitz bzw. Zlaukowice aus 14 Häusern, in denen 78 Personen lebten. Im Ort gab es einen herrschaftlichen Meierhof und ein Jägerhaus. Pfarrort war Heřmanmiestetz. Bis zur Mitte des 19. Jahrhunderts blieb Slaukowitz der Allodialherrschaft Heřmanmiestetz untertänig.
Nach der Aufhebung der Patrimonialherrschaften bildete Sloukovice bzw. Slavkovice ab 1849 einen Ortsteil der Gemeinde Vyžice im Gerichtsbezirk Chrudim. Ab 1868 gehörte das Dorf zum politischen Bezirk Chrudim. Im Jahre 1908 lösten sich Slavkovice und Sušice von Vyžice los und bildeten die neue Gemeinde Sušice. Im Jahre 1910 hatte Sloukovice 120 Einwohner und bestand aus 17 Häusern. Seit 1924 führt das Dorf den amtlichen Namen Slavkovice.
Im Zuge der Aufhebung der Gemeinde Sušice und Bildung der neuen Gemeinde Míčov-Sušice wurde Slavkovice ausgegliedert und wieder der Gemeinde Vyžice als Ortsteil zugeordnet. Mit Beginn des Jahres 1976 wurden Vyžice und Slavkovice nach Načešice eingemeindet. Seit dem 31. August 1990 besteht die Gemeinde Vyžice wieder.

## Ortsgliederung
Slavkovice ist Teil des Katastralbezirkes Vyžice.

## Sehenswürdigkeiten
- Gusseisernes Kreuz auf Steinsockel auf dem Dorfplatz, geschaffen 1898. In der Astgabel einer der umgebenden Linden hängt die Dorfglocke.
- Burgstall Stoupec, im Wald westlich des Dorfes